# Академия военных наук
Академия военных наук (АВН) — российская неправительственная научно-исследовательская межрегиональная общественная организация, созданная в целях развития и углубления фундаментальных и прикладных исследований по проблемам обороны и стимулирования военно-научной деятельности.

## История
Общественная организация «Академия военных наук» была зарегистрирована в Министерстве юстиции Российской Федерации 3 июня 1994 года (регистрационное свидетельство № 2278). Инициатива создания организации была одобрена 20 февраля 1995 года указом Президента Российской Федерации. С момента создания и до смерти 25 декабря 2019 года, президентом академии являлся доктор военных наук, доктор исторических наук, профессор, генерал армии в отставке М. А. Гареев. Деятельность академии осуществляется на основе самофинансирования за счёт выполнения работ по договорам.
С января 2021 года президентом Академии военных наук является начальник Генерального штаба Вооружённых Сил Российской Федерации генерал армии В. В Герасимов. Директор — А. И. Шиблев.
Вице-президент С. А. Модестов.
По мнению авторов официальных российских военных изданий, за годы своей деятельности Академия военных наук зарекомендовала себя как крупный с мировой известностью военно-научный центр, содействующий решению приоритетных оборонных проблем, ведущий большую исследовательскую работу по решению геополитических, военно-стратегических, социально-экономических и инновационно-технологических задач в интересах обороны страны и безопасности государства.

## Состав академии
Академия объединяет ведущих учёных Вооружённых сил (ВС), ФСБ России, МВД России, МЧС России, других силовых структур и оборонной промышленности, а также гражданских учёных. По состоянию на конец 2005 года в академии состояло 584 действительных членов, 270 членов-корреспондентов, 38 почётных членов и 1254 профессора. Около 30 % членов академии продолжали служить в ВС России и других силовых ведомствах, до 70 % — были в запасе и отставке.
Академия имеет связи с ведущими российскими научными центрами и научными организациями стран СНГ — Российской академией наук, Российской академией ракетно-артиллерийских наук, Национальной академией наук Белоруссии, Военной академией Генерального штаба Вооружённых Сил Российской Федерации, Военным университетом Минобороны России, Научно-исследовательским институтом (военной истории) Военной академии Генерального штаба, Лигой содействия оборонным предприятиям, МГТУ им. Н. Э. Баумана, МГИМО МИД России и другими вузами, различными НИИ, ведомственными и общественно-научными структурами.

## Задачи
- исследование характера военных угроз безопасности России и путей предотвращения войн и вооружённых конфликтов;
- исследование состава и содержания национальных интересов России и путей обеспечения её военной безопасности;
- разработка научных основ военной доктрины, военной реформы и организации коллективной обороны СНГ;
- прогнозирование характера вооруженной борьбы будущего и способов применения вооруженных сил;
- разработка рекомендаций по строительству и развитию Вооружённых Сил России;
- разработка научно обоснованных предложений по сокращению стратегических наступательных вооружений в государствах, обладающих ядерным оружием;
- исследование проблем возможного появления оружия на новых физических принципах и его влияния на формы и способы вооружённой борьбы;
- изучение проблем вооружённой борьбы в космосе и ведущейся из космоса;
- разработка проекта концепции военной реформы, охватывающей проблемы преобразования всех оборонных структур государства;
- исследование особенностей подготовки и ведения операций и боевых действий в локальных войнах и вооруженных конфликтах;
- разработка проблемы создания Евро-Азиатского Союза и путей укрепления коллективной военной безопасности в рамках СНГ;
- изучение и разработка форм и методов оперативной и боевой подготовки в условиях ограниченных материально-технических ресурсов на их обеспечение;
- разработка идейных основ воинского воспитания военнослужащих новой Российской армии.

По данным президиума академии, за 2000—2005 годы учёные академии по заданиям Совета Федерации, Государственной Думы, Правительства России, Совета безопасности, Министерства обороны и других силовых ведомств выполнили около 120 крупных научно-исследовательских работ, разработали и издали 65 теоретических трудов и более 250 других научных работ. По 75 законопроектам академия провела экспертные оценки и дала заключения и предложения.
Научные разработки академии используются федеральными органами исполнительной власти при решении проблем оборонного характера.

## Структура
- двенадцать научных отделений, работающих в Москве:
  - отделение общего учения о войне и армии,
  - отделение военного искусства,
  - отделение военного (оборонного) строительства,
  - отделение военной истории,
  - отделение национальной безопасности и геополитики,
  - морское отделение;
  - отделение ТЭК;
  - отделение Внутренних войск МВД;
  - отделение по делам Казачества;
  - отделение воздушно-космической обороны;
  - отделение безопасности мегаполиса;
  - отделение стратегического и технологического прогнозирования.
- Девятнадцать региональных отделений — Санкт-Петербургское, Смоленское, Нижегородское, Поволжское, Тверское, Северо-Кавказское, Белорусское, Байкальское, Башкирское, Удмуртское, Сибирское, Новосибирское, Калининградское, Волгоградское, Крымское, Амурское, Казахское, Камчатское, Подмосковное, Рязанское.

Академия также учредила: НИИ проблем управления, информации и моделирования, Центр исследования проблем стратегической стабильности (при 4-м ЦНИИ Министерства обороны России), Научно-исследовательский и учебный Центр оборонных проблем Академии военных наук, диссертационный совет. 
Академией учреждены и издаются печатные издания, включённые в Перечень ВАК при Минобрнауки российских рецензируемых научных журналов, в которых должны быть опубликованы основные научные результаты диссертаций на соискание ученых степеней доктора и кандидата наук:
- ежеквартальный научный рецензируемый журнал «Вестник Академии военных наук» (с 2003 года),
- журнал «Стратегическая стабильность»[7] (совместно с Российской инженерной академией),
- журнал «Информационные войны»[8] (совместно с Российской академией наук)[9].